# Charles Parrocel

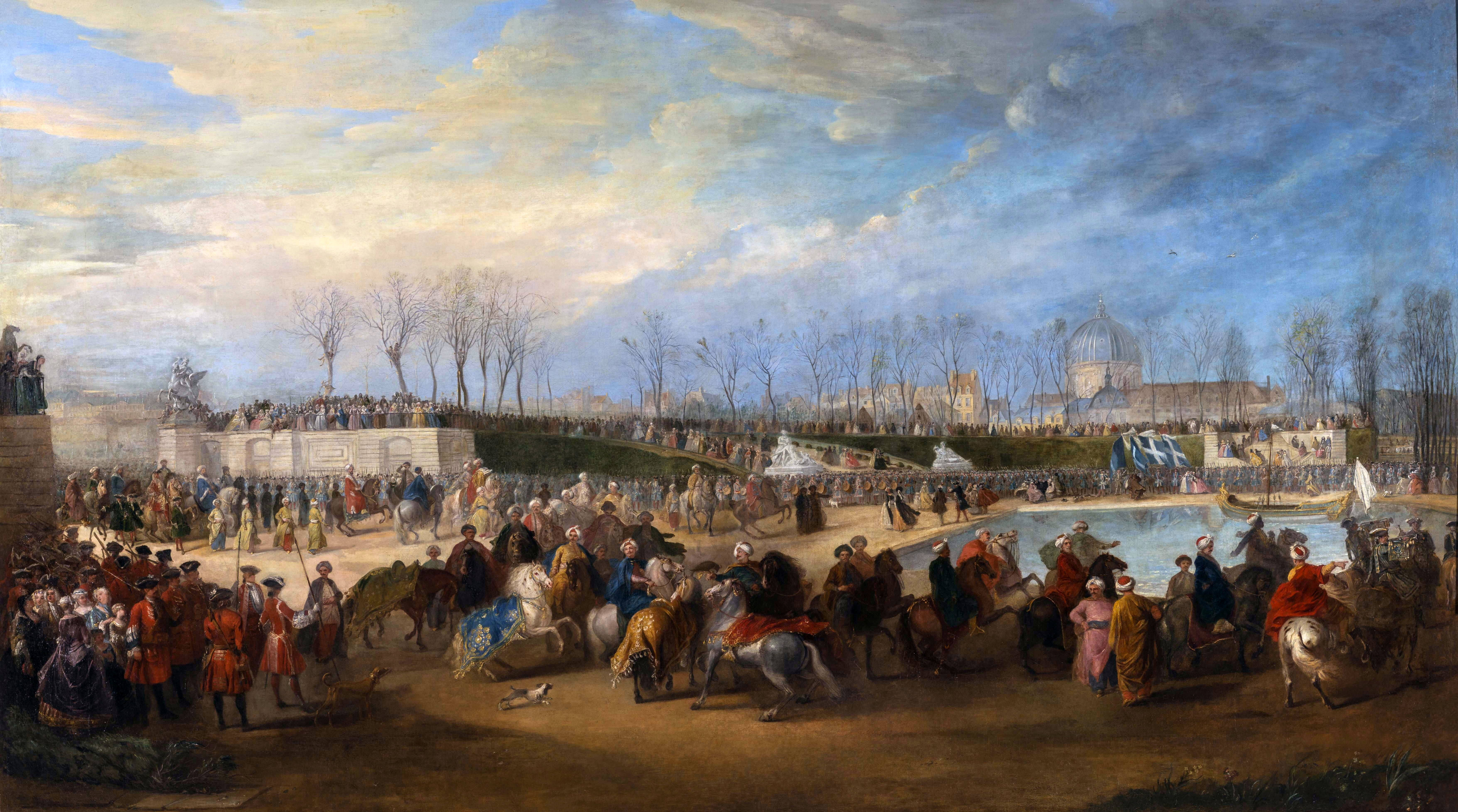
Mehemet Effendi anländer till Tuilerierna 21 mars 1721, oljemålning av Charles Parrocel.

Charles Parrocel, född 6 maj 1688, död 24 maj 1752, var en fransk konstnär. Han var son till Joseph Parrocel.
Parrocel följde i sin fars bana som bataljmålare och utmärkte sig genom sin goda teckning och sina kraftfulla färger. På Nationalmuseum finns en målning, Grupp av kavalleriofficerare av Parrocel.